# 安齐
安齐（義大利語：Anzi），是意大利波坦察省的一个市镇。总面积76平方公里，人口1822人，人口密度24.0人/平方公里（2009年）。ISTAT代码为076004。